# Rowdenia
Rowdenia là một chi bướm đêm thuộc họ Erebidae.